# Baputa
Baputa là một chi bướm đêm thuộc họ Erebidae.